# Bánffy Béla
Losonczi báró Bánffy Béla (Kolozsvár, 1831. október 23. – Szentmihálytelek, 1888. november 20.) a képviselőház alelnöke.

## Élete
Édesapja Bánffy Miklós főispán, főpohárnok, édesanyja Wesselényi Katalin volt. 11 éves korában a kolozsvári református kollégiumba került és ott tanult 1848-ig. Ekkor beállt a nemzetőrök közé. Karl von Urban 1848. szeptember 18-i Kolozsvár elleni támadásakor Baldácsy Antal Debrecenbe küldte többedmagával, s bár Mészáros Lázár hadügyminiszternél jelentkezett honvédnek, Csány László miniszter alatt tiszteletbeli fogalmazó lett a közlekedési minisztériumban. A szabadságharc után hazament. Amikor 1860-ban Mikó Imre gróf Erdély kormányzója lett, őt kormányszéki titkárrá nevezte ki. Anton von Schmerling alatt gróf Mikóval együtt leköszönt, és visszavonult vidéki birtokára. Az erdélyi ügyekről a bécsi Debatte-ba írt cikkeket, amiért a hatóság zaklatását kellett elviselnie. Ekkor Szilágy vármegyébe költözött, és itt élt. 1865-ben Kraszna vármegye főispánjává nevezték ki, mely pozíciójáról 1872-ben köszönt le. 1876-tól a képviselőház tagja volt, amely 1884-ben alelnökké is megválasztotta.

## Művei

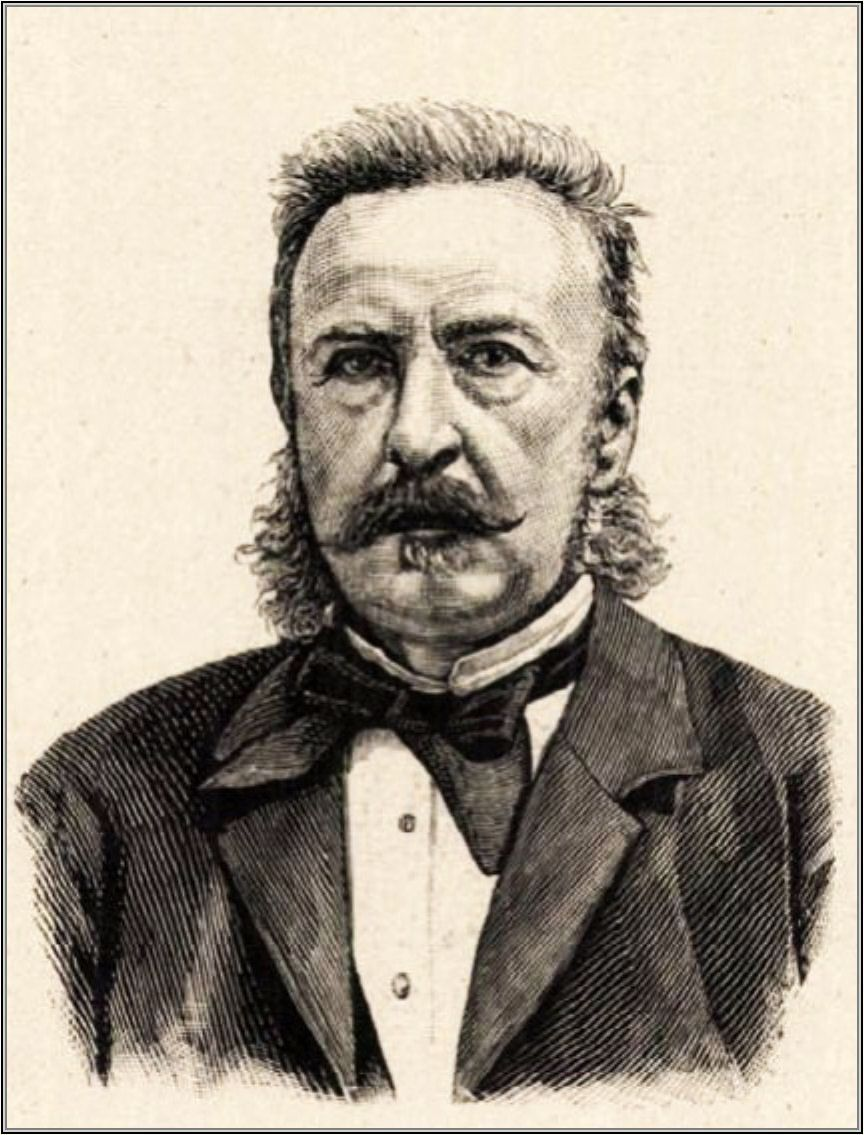
Bánffy Béla portréja a Vasárnapi Ujságban

- Írt a Vadász- és Versenylapba (1867), utolsó éveiben a Pesti Hírlap vezércikkírója volt.

Önálló munkája: 
- A közigazgatás reformjához négy czikk. Budapest, 1880. (Különnyomat az Ellenőr 1879. 334. 380. 431. és 442. sz.-ból.)